# Jack Cummings
Jacob Spencer „Jack“ Cummings (* 16. Februar 1900 in New Brunswick, Kanada; † 28. April 1989 in Los Angeles, Kalifornien, USA) war ein US-amerikanischer Filmproduzent.

## Leben
Jack Cummings war der Sohn des russischstämmigen Louis Komiensky (1876–1933), der seinen Familiennamen zu „Cummings“ anglisierte und dessen in Minsk geborener Ehefrau Ida, geb. Mayer (1882–1968). Seine Mutter war eine Schwester des langjährigen MGM-Chefs Louis B. Mayer. Trotz dieser familiären Verbindung arbeitete Cummings zuerst als einfacher Büroangestellter. Mit der Zeit arbeitete er sich die Karriereleiter hinauf, bis hin zur Leitung der Kurzfilm-Abteilung des Studios. Hier produzierte und inszenierte er einige Komödien (u. a. mit den Three Stooges) und Dokumentarfilme. Ab 1934 produzierte er dann auch abendfüllende Spielfilme. Für einige der bekanntesten MGM-Musicals war Cummings verantwortlich.
Cummings war in erster Ehe mit Margery Straus Wolpin und in zweiter Ehe mit Betty Kern, der Tochter des Komponisten Jerome Kern, verheiratet. Das Musical Roberta seines Schwiegervaters verfilmte er 1952 unter dem Titel Lovely to Look at. Bis 1964 war er an der Produktion von 38 Spielfilmen beteiligt. Es folgte eine zwölfjährige Pause, bis er ein letztes Mal 1976 für Pipe Dreams die Produktion übernahm.

## Auszeichnungen
1955 konnte Jack Cummings den Oscar in der Kategorie Bester Film als Produzent von Eine Braut für sieben Brüder entgegennehmen. Ein Jahr zuvor wurde er mit einem Ehren-Golden Globe ausgezeichnet.

## Filmografie (Auswahl)
- 1932: Swing High (Kurzfilm)
- 1936: Tarzans Rache (Tarzan Escapes, ungenannt)
- 1936: Zum Tanzen geboren (Born to Dance)
- 1937: Broadway Melodie 1938 (Broadway Melody of 1938).
- 1939: Die Liebe auf Hawaii (Honolulu)
- 1940: Broadway Melodie 1940 (Broadway Melody of 1940)
- 1940: Die Marx Brothers im wilden Westen (Go West)
- 1942: Schiff ahoi! (Ship Ahoy)
- 1943: Der Tolpatsch und die Schöne (I Dood It)
- 1944: Badende Venus (Bathing Beauty)
- 1946: Eine Falle für die Braut (Easy to Wed)
- 1947: Ihre beiden Verehrer  (It Happened in Brooklyn)
- 1947: Mexikanische Nächte (Fiesta)
- 1949: The Stratton Story
- 1949: Neptuns Tochter (Neptune's Daughter)
- 1950: Drei kleine Worte (Three Little Words)
- 1950: Einmal eine Dame sein (Two Weeks with Love)
- 1951: Gib Gas, Joe! (Excuse My Dust)
- 1951: Karneval in Texas (Texas Carnival)
- 1952: Männer machen Mode (Lovely to Look At)
- 1953: Sombrero
- 1953: Küß mich, Kätchen! (Kiss Me Kate)
- 1953: Eine Chance für Suzy (Give a Girl a Break)
- 1954: Eine Braut für sieben Brüder (Seven Brides for Seven Brothers)
- 1954: Damals in Paris (The Last Time I Saw Paris)
- 1955: Ein Mann liebt gefährlich (Many Rivers to Cross)
- 1955: Unterbrochene Melodie (Interrupted Melody)
- 1956: Das kleine Teehaus (The Teahouse of the August Moon)
- 1959: Der blaue Engel (The Blue Angel)
- 1960: Can-Can
- 1961: Der Stern im Westen (The Second Time Around)
- 1962: Dinosaurier bevorzugt (Bachelor Flat)
- 1964: Tolle Nächte in Las Vegas (Viva Las Vegas)
- 1976: Alaskaträume (Pipe Dreams)